# Гукало, Василий Михайлович
Васи́лий Миха́йлович Гу́кало (укр. Василь Михайлович Гукало; 15 января 1994, Залужье — 21 апреля 2023, Диброва) — украинский военнослужащий, солдат, участник российско-украинской войны. Герой Украины (24 февраля 2024, посмертно).

## Биография
Родился 15 января 1994 года в селе Залужье (Яворовский район, Львовская область). Профессиональное образование резчика получал Художественное профессионально-техническое училище им. И. П. Станька в посёлке Ивано-Франковское на Львовщине. Ещё в 2014 отличился активной гражданской позицией и патриотизмом, в 2015 году присоединился к АТО на востоке Украины.
После 2017 года вернулся в мирную жизнь, создал семью.
В начале полномасштабного российского вторжения на Украину в 2022 году Василий Гукало был за границей, но вернулся в Украину и уже 26 февраля добровольно отправился служить. Стал в ряды 63-й отдельной механизированной бригады разведчиком. Принимал участие в освобождение Херсонской области и обороне Бахмута, где эвакуировал раненых солдат.
За честное исполнение служебных обязанностей был награждён Почётной грамотой и отличием начальника разведывательного управления штаба Оперативного Командования «Юг».
25 декабря 2022 года во время выполнения боевого задания получил осколочное ранение. После ранения снова вернулся в строй, был отправлен для обороны под Кременную.
Погиб 21 апреля 2023 года от авиаудара на Донецкой области.

## Награды
- Звание «Герой Украины» с удостоением ордена «Золотая Звезда» (24 февраля 2024, посмертно) — за личное мужество и героизм, проявленные в защите государственного суверенитета и территориальной целостности Украины, верность военной присяге[3].